# セルゲイ・グランキン
セルゲイ・ユリエヴィチ・グランキン（ロシア語: Сергей Юрьевич Гранкин、1985年1月21日 - ）は、ロシアの男子バレーボール選手。キスロヴォツク出身。ポジションはセッター。ロシア代表。

## 来歴
2002年、ロシア・スーパーリーグのネフチャニク・ヤロスラヴリへ入団。ユース代表に選出され2003年ユース世界選手権に出場。ルチ・モスクワを経て2006年にディナモ・モスクワに移籍し、2008年にリーグ優勝とロシア・カップ優勝を飾った。
2006年7月16日、モスクワで行われたワールドリーグ・フランス戦で代表デビューを飾り、3位入賞を経験。ロシア代表のセッターとして2006年世界選手権に出場、2007年ワールドリーグ、2007年欧州選手権で準優勝し、2007年ワールドカップで銀メダルを獲得した。
2008年北京オリンピック・決勝リーグではチームの司令塔として活躍し、銅メダル獲得に貢献した。
2009年にディナモ・モスクワのキャプテンに就任し、2009-2010年欧州チャンピオンズリーグ準優勝。2010年ワールドリーグで準優勝とベストセッター賞を受賞し、2010年世界選手権に出場した。
2012年8月のロンドンオリンピックでは、金メダルを獲得した。

## 球歴
- オリンピック - 2008年（銅メダル）、2012年（金メダル）
- 世界選手権 - 2006年（7位）、2010年（5位）
- ワールドカップ - 2007年（銀メダル）
- ワールドリーグ - 2007年、2010年（準優勝）、2006年、2008年、2009年（3位）
- 欧州選手権 - 2007年（準優勝）

## 所属クラブ
- ネフチャニク・ヤロスラヴリ （2002-2005年）
- ルチ・モスクワ （2005-2006年）
- ディナモ・モスクワ （2006-2017年）
- ベロゴリエ・ベルゴロド （2017-2018年）
- ディナモ・モスクワ （2018-2019年）
- ベルリン・リサイクリング・バレーズ （2019-2022年）
- Fakel Novy Urengoy （2022年-）